# O’Shay Neal
O’Shay Neal ist ein US-amerikanischer Schauspieler.

## Leben
Neal wuchs mit elf Geschwistern unter teils schwierigen Verhältnissen in Memphis, Tennessee auf. Aufgrund von Waffengewalt in seiner Nachbarschaft zog er nach North Dakota um. Während seiner Zeit an der High School zeichnete er sich in Leichtathletik und darstellenden Künsten aus und erhielt den Superior Actors Award. Er erhielt ein Stipendium an der North Dakota State University und zog nach seinem Abschluss 2018 nach Los Angeles. Seine ersten Schritte als Filmschauspieler absolvierte er durch Besetzungen in einer Reihe von Kurzfilmen im Jahr 2019. 2020 spielte er im Kurzfilm The Cypher die Rolle des Yung Reap. Er verzeichnete 2020 Episodenrollen in den Fernsehserien Velvet Prozak und Dave. 2021 spielte er die Rolle des Lieutenant Commander Ahearn im Tierhorrorfilm Megalodon Rising – Dieses Mal kommt er nicht allein.

## Filmografie (Auswahl)
- 2019: Malik Vs. The Train (Kurzfilm)
- 2019: Check It Up: To Whom It May Concern (Kurzfilm)
- 2019: The Broken Soul (Kurzfilm)
- 2019: Moth (Kurzfilm)
- 2020: The Cypher (Kurzfilm)
- 2020: Velvet Prozak (Fernsehserie, Episode 1x05)
- 2020: Dave (Fernsehserie, Episode 1x05)
- 2020: Chalk (Kurzfilm)
- 2021: Megalodon Rising – Dieses Mal kommt er nicht allein (Megalodon Rising)
- 2021: The Secret Life of Muni Long (Miniserie, Episode 1x01)
- 2021: Riding Scooters (Kurzfilm)
- 2021: 1992 (Kurzfilm)
- 2022: The Offer (Miniserie, Episode 1x05)